# Wiadomości SIMP
Wiadomości SIMP – stałe cykliczne wydawnictwo Stowarzyszenia Inżynierów i Techników Mechaników Polskich, które przekazuje czytelnikom, przede wszystkim inżynierom i technikom mechanikom, bieżące informacje o działalności Stowarzyszenia oraz o stanie polskiej nauki i techniki. Istotną część publikacji stanowią relacje ze specjalistycznych konferencji i seminariów oraz zapowiedzi kolejnych spotkań; ilustruje to przykład wydania lipiec–sierpień–wrzesień 2011, w którym opublikowano m.in. materiały:
- Konferencja nt. „Przyczyny i konsekwencje globalnego kryzysu finansowo-gospodarczego i jego przejawów w Polsce” (Warszawa, 15.06.2011),
- Konferencja „Podstawowe Problemy Metrologii [PPM’2011]” (Krynica Zdrój, 12-15.06.2011),
- Jubileusz 35-lecia Oddziału SIMP w Gorzowie Wielkopolskim,
- Seminarium pt. „Utrzymanie ruchu maszyn wczoraj, dziś i jutro” (Legnica, 2.06.2011),
- Gorzów Wlkp – seminarium spawalnicze,
- Stalowa Wola – sympozjum „Innowacje stosowane w komunikacji miejskiej”.

Od stycznia 2023 r. wydania "Wiadomości SIMP" są dostępne na stronie internetowej Stowarzyszenia Inżynierów i Techników Mechaników Polskich.